# Nójkino
Nójkino (en rus: Ножкино) és un poble de l'óblast de Saràtov, a Rússia, segons el cens del 2010 tenia 441 habitants. Pertany al districte municipal de Petrovsk.